# 이한준
이한준은 대한민국의 텔레비전 드라마 연출감독이다.

## 드라마
- 2021년 MBC 4부작 토요드라마  《이벤트를 확인하세요》 ... 공동연출
- 2022년 MBC 금토 미니시리즈   《금수저》 ... 공동연출
- 2023년 MBC 금토 미니시리즈   《조선변호사》 ... 공동연출
- 2023년 MBC 금토 미니시리즈   《연인》 ... 공동연출
- 2025년 MBC 금토 미니시리즈   《노무사 노무진》 ... 공동연출